# Тільник

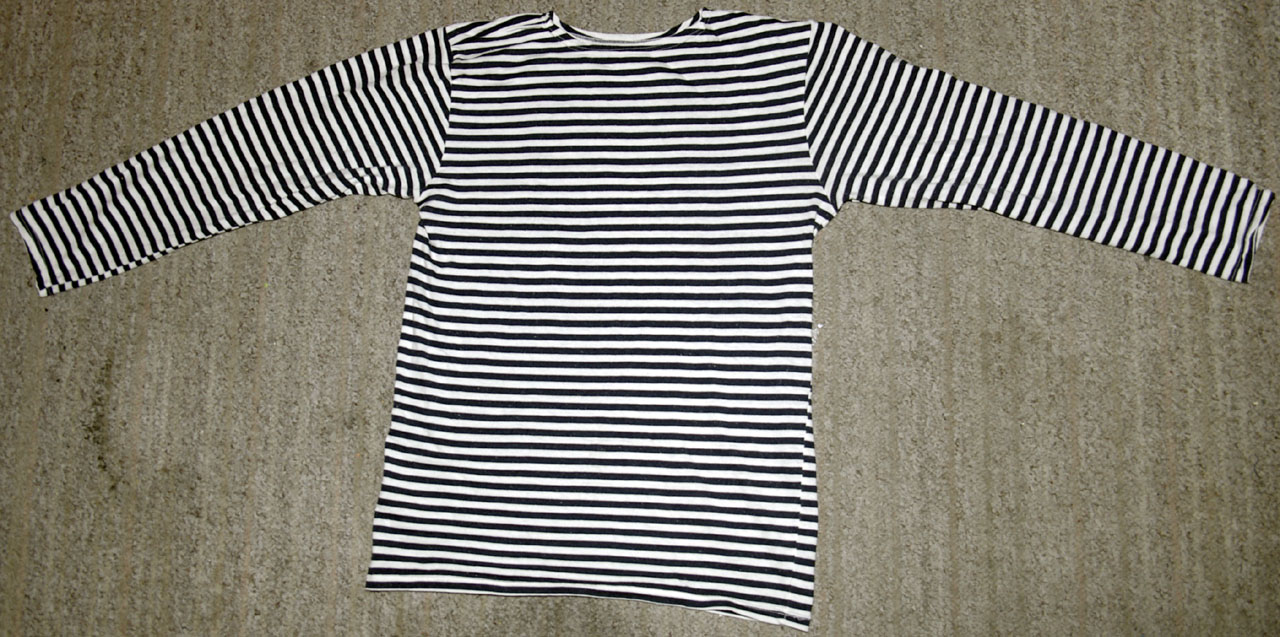
Традиційний морський Тільник

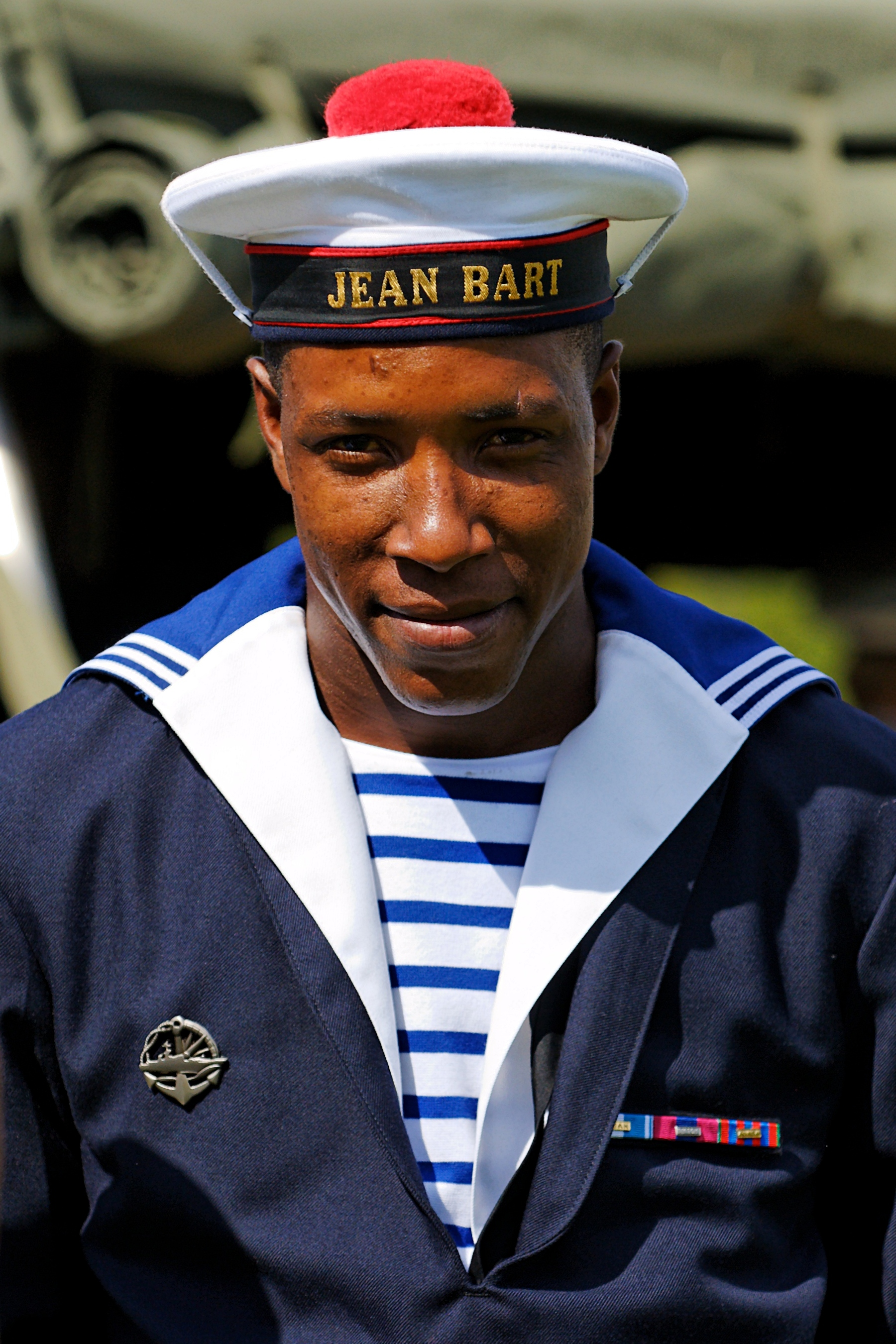
Французький матрос з фрегата «Жан Бар» (Jean Bart (D615), 14 липня 2008 р, видно тільник.)

Тільни́к (матроска; фр. marinière, IPA: [maʁinjɛʁ]; рос. тельня́шка, IPA: [tʲɪlʲˈnʲaʂkə]) — матроська спідня сорочка (з білими й синіми смугами) звичайно трикотажна. Виготовляється з в'язаної трикотажної тканини, в якій чергуються горизонтальні сині і білі смужки. В українському ВМФ стоїть на постачанні матросів і старшин, курсантів військово-морських інститутів та морської піхоти.

## Історія тільника
Тільник з'явився в часи розквіту вітрильного флоту. Спочатку смуги тільника були кольоровими і тому добре помітними на фоні білих вітрил. Часто матроси самі в'язали тільники гачком. Цей процес добре заспокоював нерви і дозволяв урізноманітнити час поза вахтою.
На початку XVIII століття практично у всіх європейських флотах ввели єдину форму одягу. Моряки стали носити казенну білизну, вузькі короткі штани з панчохами, формені каптани і високі капелюхи. За носіння смугастого тільника матросів карали.
Експерти простежують походження матроски з кінця XVIII століття. Ранні версії смугастої сорочки з'являються на бретонських і нормандських гравюрах, що зображали рибалок, а перша письмова згадка про тільник зафіксована 1855 року в необхідному списку речей, які мають бути в мішку моряка.
Указом від березня 1858 року вовняна трикотажна спідня сорочка у біло-синю смужку стала обов'язковим елементом уніформи французького воєнно-морського флоту. Безшовний вузький джемпер з круглою горловиною довжиною до стегон мав офіційно узгоджену кількість смужок: 21 білу і 20 або 21 синю — спереду і на спинці та 15 білих і 14 або 15 синіх — на рукавах.
Ставлення до тільника змінилося тільки в середині XIX століття, коли в моду увійшов голландський морський костюм. Він складався з короткого бушлата, синьої фланелевої куртки з глибоким вирізом на грудях, тільника і розкльошених чорних штанів.
У даний час смугасті натільні сорочки різних видів носять військові і цивільні моряки в різних країнах світу.

## Різновиди
На літній час для військовослужбовців призначені тонкі майки-тільники без рукавів, існують також зимові утеплені тільники з товстого бавовняного трикотажу з начосом тощо. «Рибацькі» (подвійної в'язки без начосу, в застосуванні найбільш практичні, особливо після першого прання, і більш теплі, ніж з начосом).

## Назва
Впродовж свого існування смугаста сорочка отримала багато неофіційних назв: «тільник», «тільняшка», «матроска» в українській та російських мовах, а також «tricot rayé» (смугаста морська змія) та «бретонська сорочка» у французькій мові. Остання назва, може походить від торговців часником, які приїжджали з міста Роскофф в Бретані і носили смугастий моряцький светр і берет (багато бретонців були моряками), згодом перетворилось на класичний образ моряка.

## Мода

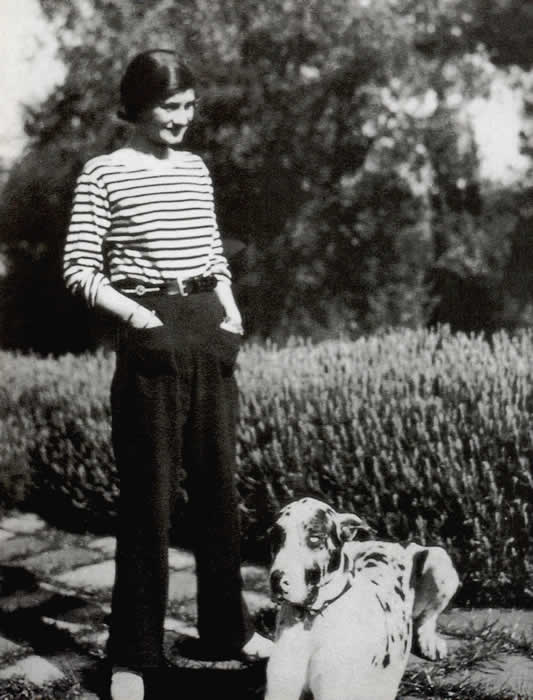
Коко Шанель, яка цінувала передусім комфорт

Смугаста сорочка витримала перевірку часом і є безперечним атрибутом галльського стилю та символом французького курортного шику від Рив'єри до узбережжя Бретані. Цей невимушений шик у стилі набув також популярності в богемних колах. Це один з прикладів того, як елементи робочого одягу почали з'являтись у загальних модних тенденціях, перетворюючись ще й на символ емансипації жінок. Серед перших шанувальників морського стилю була французька письменниця і відома бунтарка Колетт. Наприкінці XIX століття вона в тільнику і матроських костюмах з'являлась на балах-маскарадах, а згодом і на людях. Вважається, що законодавцями тренду була родина багатих американських емігрантів Джеральда і Сари Мерфі. У їхньому маєтку на Французькій Рив'єрі, віллі «Америка», проходили найгучніші вечірки «епохи джазу», саме «золоте» подружжя стало прототипом Діка і Ніколь Драйверів у романі Скотта Фіцджеральда «Ніч лагідна». Габріель Шанель ввела предмети чоловічого гардеробу в жіночу моду, була також одним з пропагандистів тільника. Одним з її дизайнерських рішень була блуза чоловічого крою з матроським відкладним коміром, пошита з трикотажу — матеріалу, який використовувався для чоловічої нижньої білизни і матроських сорочок. Цю модель дизайнерка вперше продемонструвала в своїй крамниці на престижному приморському курорті Довілі на початку 1900-х. Тільник стає популярним серед хдожників, зокрема він притаманний Джексону Поллоку та Пабло Пікассо.
Привернувши увагу модників у часи Прекрасної епохи, справжню популярність тільник завойовує наприкінці 1940-х. У джазових клубах Сен-Жермен-де-Пре в Парижі — місці, де збирались художники, письменники та інтелектуали того часу, смугастий трикотажний джемпер надягають Борис Віан, Леонард Фужита і Жак Превер. А також на півдні Франції, де тільник одягають жінки, бо він стає атрибутом «рив'єрської моди», особливо після того, як «світська левиця» того часу, Бріжіт Бардо, з'являється в джемпері у червоно-білу смужку на Каннському кінофестивалі. Роблять внесок у популярність тільника й інші зірки великого екрану, Марлон Брандо в «Дикуні» або бешкетниця Джин Сиберг у фільмі Нової хвилі «На останньому подиху». Водночас тільник підкорює й головні подіуми моди, він стає родзинкою колекції Ів Сен-Лорана весни-літа 1962 року. Тільник, як яскрава класика утилітарного стилю, став улюбленним одягом для багатьох поколінь, також його вдягає британська супермодель Кейт Мосс.

## В СРСР
Морський тільник в СРСР мав не сині, а чорні смужки; такі тільники носили на флотах, і в морській піхоті. Блакитні смужки із білими чергувалися на тільниках в одностроях повітряно-десантних військ і Спецназу ГРУ ГШ.

## В Україні
В Україні мода на тільник останнього разу посилилася в 1990-х роках після повернення військових з афганської війни та закордонних груп військ, склади яких були розпродані та частково розкрадені військовими чинами, які мали до них доступ. Тільник став предметом дрібної «спекуляції», тобто продажу крадених товарів за меншу за їхню вартість ціну і поширився серед цивільних.
З весни 2014 року в Україні з'явилася мода на синьо-жовту смугасту сорочку, що отримала в народі назву «тільник патріота»[джерело?].